# Удлинение крыла

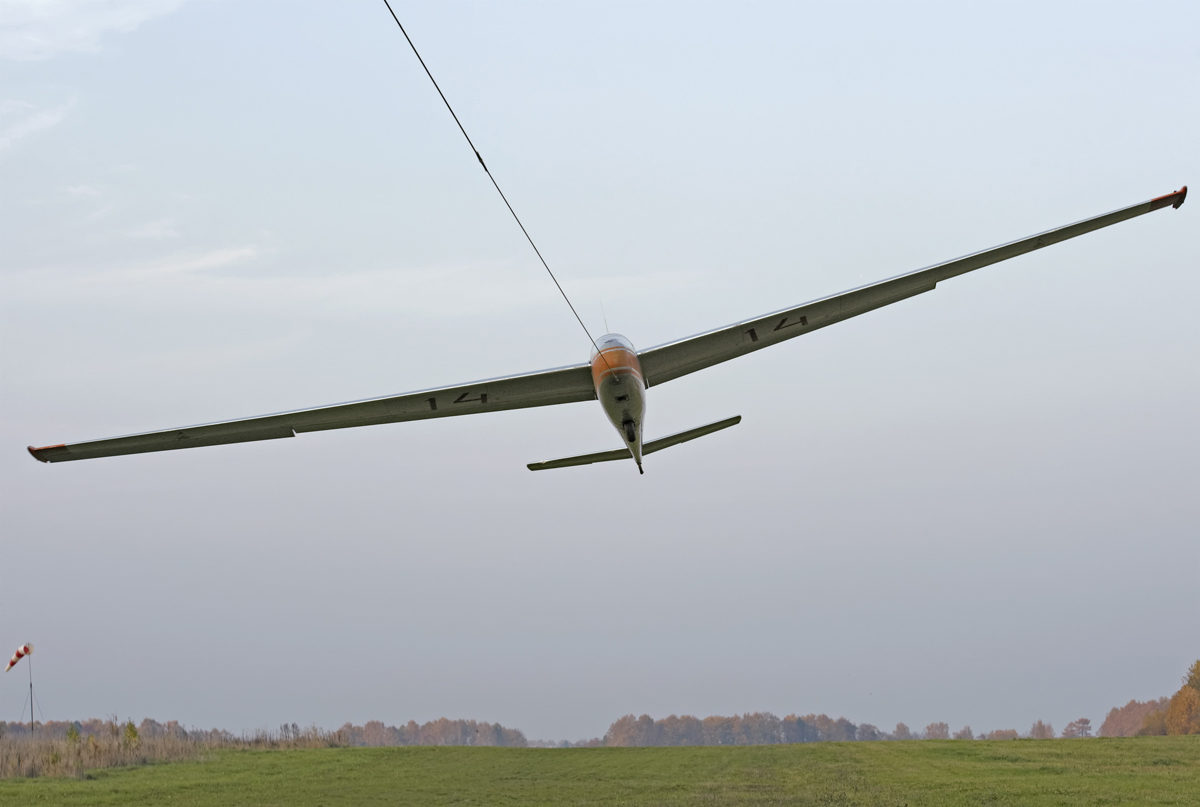
Планёр LET L-13 Бланик. Удлинение крыла - 13.7

Удлинение крыла — отношение размаха крыла к средней хорде.
{\displaystyle \lambda =l/b_{cp}=l^{2}/S_{kp};}
где
- λ — удлинение крыла;
- l — размах крыла;
- bcp — средняя хорда крыла;
- Skp — площадь крыла.

При обтекании крыла воздух с нижней поверхности, где давление избыточно, обогнув боковую кромку крыла, попадает на верхнюю поверхность. Это приводит к уменьшению разности давлений и вытекающему отсюда уменьшению подъёмной силы крыла. Перетекание воздуха с нижней поверхности крыла на верхнюю является причиной возникновения индуктивного сопротивления и, соответственно, ухудшения несущих свойств крыла.

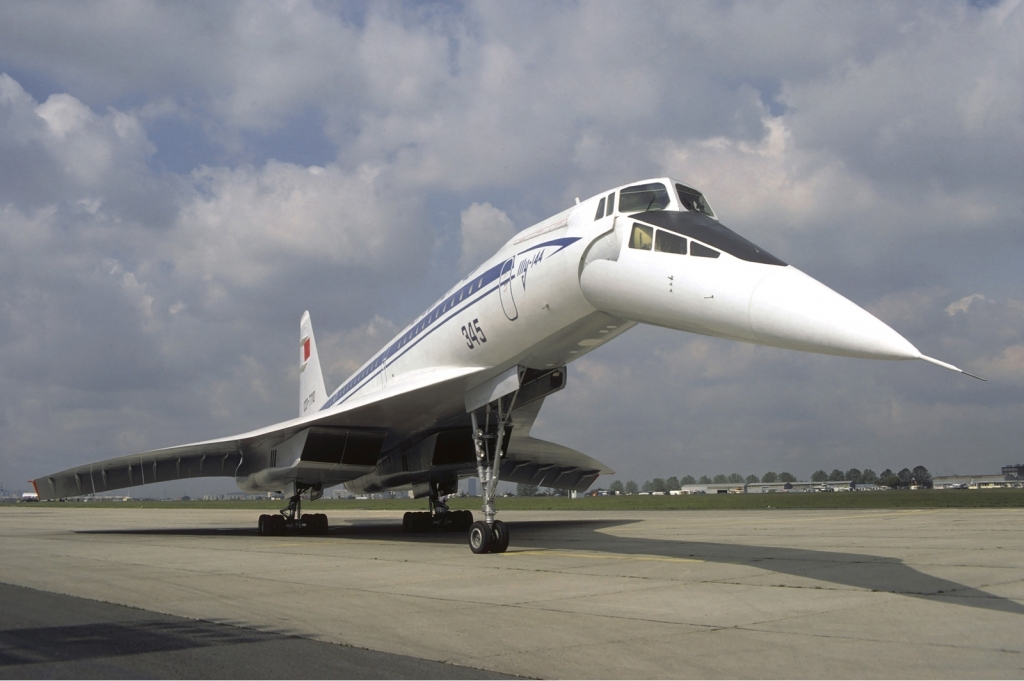
Ту-144. Удлинение крыла около 1

Увеличение удлинения крыла является одним из способов уменьшения индуктивного сопротивления. По этой причине крылья рекордных планёров делают максимально длинными и узкими. Однако этот путь имеет ограничения. Первое ограничение связано с тем, что увеличение удлинения крыла вдвое приводит увеличению нагрузок на лонжерон крыла вчетверо.
Вторая причина заключается в том, что для обеспечения одинакового угла атаки по всей длине крыла, оно должно иметь достаточную жёсткость на кручение. В противном случае может возникнуть флаттер. Чем больше удлинение крыла, тем труднее необходимую жёсткость обеспечить.
Третья причина заключается в том, что увеличение удлинения крыла ухудшает манёвренные качества самолёта по крену.
Наибольшие значения удлинения крыла, доходящие до 50, имеют рекордные планёры. Наименьшие значения (около 1) имеют скоростные реактивные самолёты (Ту-144, Конкорд).